# Albert Graf von der Goltz
Albert Emil Johannes Hermann Graf von der Goltz (Heinrichsfelde, 24 giugno 1893 – Odessa, 16 marzo 1944) è stato un ufficiale tedesco della Wehrmacht.

## Biografia

### I primi anni e la Grande Guerra
Il conte Albert nacque nel borgo di Heinrichsfelde nella Prussia Occidentale (oggi Siemczyno, nei pressi di Czaplinek in Polonia), ed apparteneva ad una famiglia dell'antica nobiltà prussiana, molto in vista nell'alta società locale. Dopo aver studiato al gymnasium locale ed aver frequentato due anni di corso alla facoltà di filologia dell'Università di Berlino, intraprese la carriera militare (1913) come aspirante ufficiale (Fahnenjuncker) nel 2º Reggimento dei Dragoni e già nel 1914 fu promosso tenente e prese parte attivamente alla prima guerra mondiale sul fronte francese della Marna e a Verdun, guadagnandosi la Croce di Ferro di I Classe, mentre il granduca del Meclemburgo-Schwerin, la provincia dalla quale proveniva la sua famiglia, lo insignì dell'Ordine della Corona Wendica.

### L'epoca di Weimar e le prime campagne
Tornato in Germania dopo la caduta dell'esercito, fu messo a riposo e tornò nella sua casa di Heinrichsfelde, allora diventata territorio polacco con il nome di Czajcze, e una dimostrazione popolare polacca protestò contro le autorità perché i possedimenti del conte von der Goltz fossero confiscati dalle autorità, ma grazie ad un complicato procedimento politico e il sangue freddo del conte Albert, le proprietà ereditarie non furono confiscate.
Dal 1939, con il grado di capitano della riserva, fu incorporato nella Wehrmacht in un reggimento di fanteria e partecipò all'invasione della Polonia e della Francia, distinguendosi anche durante l'Operazione Barbarossa. Nell'autunno 1942 fu promosso tenente colonnello della 3ª Divisione di montagna della 6. Armee in Ucraina, combattendo nelle province di Volnovakha e Zapoizhia. Promosso allora colonnello, venne ricevuto da Hitler a Rastenburg, ove assieme al tenente colonnello Koetz, il maggiore Mulzer, il capitano di cavalleria Thorey e il tenente Boigk, fu insignito della Croce del Cavaliere con Fronde di Quercia, la massima onorificenza tedesca.

### La morte
Il conte von der Goltz fu citato dal bollettino militare per l'ultima volta il 3 ottobre 1943, quando con il maggiore Waldemar von Gazen, al comando di un reggimento di 138 carrarmati e 243 fanti, salvò le sorti della battaglia a sud di Zaporož'e mettendo fuori combattimento un reggimento sovietico di 721 carrarmati. Nel marzo 1944 le truppe del colonnello von der Goltz si trovarono impegnate in un duro combattimento contro dei T-34 sovietici nei pressi del fiume Inhulec': un'esplosione colpì il cavallo del conte a morte e l'ufficiale fu pure mortalmente ferito; dopo che i soldati ebbero distrutto il carro armato che aveva sparato il colpo fatale per il loro comandante, trasportarono quest'ultimo in un lazzaretto della vicina Odessa, dove non potendo usufruire delle cure necessarie, morì di gangrena il 16 marzo 1944.

### La famiglia e i rapporti con Stauffenberg
Il conte Albert von der Goltz aveva sposato il 23 gennaio 1919 la baronessa Isabella Marie Louise "Isa" von Knigge; questa fu una celebre atleta e alpinista; la coppia ebbe sei figli: Gisela (1920-2001), Ingeborg (1921-), Isa (1922-2007), Renate (1923-), Heinrich (1926-), Helga (1928-). Alcuni documenti recentemente trovati, mostrano il fatto che von der Goltz era al corrente dei piani del conte Stauffenberg di eliminare Hitler e il nazismo e che ne condividesse anche l'idea, essendo contrario alle guerre di conquista e disgustato dalle barbarie dei nazisti, ma come molti altri militari tedeschi non condivideva l'idea di uccidere Hitler e quindi non si mostrò mai totalmente a favore della congiura.